# Johann Theodor Kuchen
Johann Theodor Kuchen (* 9. August 1830 in Frankfurt am Main; † 21. März 1884 in Darmstadt) war ein deutscher Kaufmann und Politiker der Freien Stadt Frankfurt.

## Leben
Kuchen lebte als Kaufmann in Frankfurt am Main. Er war Miteigentümer der Firma Gebrüder Kuchen, einem Großhandel für Merceriewaren. Von 1866 bis 1871 war er Mitglied der Frankfurter Handelskammer. Er war Aufsichtsrat der Meininger Bank und der Providentia und königlich großbritannischer Konsul.
Er war 1866 Mitglied im Gesetzgebenden Körper der Freien Stadt Frankfurt.